# Élections locales écossaises de 2003 à East Renfrewshire
Pour un article plus général, voir Élections locales écossaises de 2003.

Les élections locales écossaises de 2003 à East Renfrewshire se sont tenues le 1er mai 2003.

## Composition du conseil
Majorité absolue : 11 sièges
| Parti               | Sièges |
| ------------------- | ------ |
| Travailliste        | 8 / 20 |
| Conservateur        | 7 / 20 |
| Libéraux-démocrates | 3 / 20 |
| Indépendant         | 2 / 20 |